# Club Deportivo Ebro
El Club Deportivo Ebro és un club de futbol aragonès del barri saragossí de la Almozara. Va ser fundat el 1942 i milita a la Segona Divisió B.

## Història
El club va ser fundat originalment al 1942 competint en el Campionat d'Espanya d'Aficionats fins al 1949, any en què es retira de la competició. El 1961 és refundat i inscrit a la Federació Aragonesa de Futbol.
Després d'aquesta refundació, el club competeix durant tota la seva trajectòria en categories regionals i la Tercera Divisió (categoria en la qual debuta en la campanya 1990-91), fins que en la temporada 2014-15 aconsegueix la seva major fita alçant-se com a campió del grup aragonès de la Tercera Divisió i posteriorment ascendint a la Segona Divisió B després d'imposar-se a doble partit al campió del grup de la Rioja, el CD Varea en el play-off de campions de grup.

## Equips filials
Dintre de la estructura esportiva del CD Ebro trobem, a part de l'equip absolut de la Segona Divisió B, equips base des dels juvenils fins als prebenjamins. A més a més, des de l'estiu del 2017 el CD Robres, que competeix en la Tercera Divisió nacional, es converteix en el seu primer i únic equip filial senior, firmant l'acord de filialitat el dia 15 de juny del mateix any.

## Trajectòria esportiva
En les últimes temporades, contant la 2020-21, ha disputat 6 temporades a la Segona Divisió B, 19 a la Tercera Divisió i 6 a la Regional Preferent.

### Temporades
| - 1990-91: 3a Divisió 11è - 1991-92: 3a Divisió 10è - 1992-93: 3a Divisió 9è - 1993-94: 3a Divisió 19è - 1994-95: Reg Preferent 4t - 1995-96: Reg Preferent 2n - 1996-97: 3a Divisió 18è - 1997-98: Reg Preferent 7è |  | - 1998-99: Reg Preferent 2n - 1999-00: 3a Divisió 15è - 2000-01: 3a Divisió 12è - 2001-02: 3a Divisió 4t - 2002-03: 3a Divisió 11è - 2003-04: 3a Divisió 12è - 2004-05: 3a Divisió 14è - 2005-06: 3a Divisió 11è |  | - 2006-07: 3a Divisió 11è - 2007-08: 3a Divisió 17è - 2008-09: Reg Preferent 4t - 2009-10: Reg Preferent 1r - 2010-11: 3a Divisió 13è - 2011-12: 3a Divisió 12è - 2012-13: 3a Divisió 3r - 2013-14: 3a Divisió 13è |  | - 2014-15: 3a Divisió 1r - 2015-16: 2a Divisió B 10è - 2016-17: 2a Divisió B 12è - 2017-18: 2a Divisió B 6è - 2018-19: 2a Divisió B 9è - 2019-20: 2a Divisió B 11è - 2020-21: 2a Divisió B |  |  |

## Plantilla 2021/2022
| N. | Pos. | Nac. | Jugador           |
| -- | ---- | --- | ----------------- |
| —  | POR  | [[Fitxer:Flag of Spain.svg\|23x15px\|border \|alt=Espanya\|link=Selecció de futbol d'Espanya\|{{#if:\|]] | Miguel Abad       |
| —  | POR  | [[Fitxer:Flag of Spain.svg\|23x15px\|border \|alt=Espanya\|link=Selecció de futbol d'Espanya\|{{#if:\|]] | Andrés Moñino     |
| —  | DEF  | [[Fitxer:Flag of Spain.svg\|23x15px\|border \|alt=Espanya\|link=Selecció de futbol d'Espanya\|{{#if:\|]] | Alberto Carcasona |
| —  | DEF  | [[Fitxer:Flag of Spain.svg\|23x15px\|border \|alt=Espanya\|link=Selecció de futbol d'Espanya\|{{#if:\|]] | Sergio Escolar    |
| —  | DEF  | [[Fitxer:Flag of Spain.svg\|23x15px\|border \|alt=Espanya\|link=Selecció de futbol d'Espanya\|{{#if:\|]] | Fran Barrio       |
| —  | DEF  | [[Fitxer:Flag of Spain.svg\|23x15px\|border \|alt=Espanya\|link=Selecció de futbol d'Espanya\|{{#if:\|]] | Héctor Espiérrez  |
| —  | DEF  | [[Fitxer:Flag of Spain.svg\|23x15px\|border \|alt=Espanya\|link=Selecció de futbol d'Espanya\|{{#if:\|]] | Iván Pérez        |
| —  | DEF  | [[Fitxer:Flag of Spain.svg\|23x15px\|border \|alt=Espanya\|link=Selecció de futbol d'Espanya\|{{#if:\|]] | Saúl Rodrigo      |
| —  | DEF  | [[Fitxer:Flag of Spain.svg\|23x15px\|border \|alt=Espanya\|link=Selecció de futbol d'Espanya\|{{#if:\|]] | Sadiouma Mballo   |
| —  | DEF  | [[Fitxer:Flag of Spain.svg\|23x15px\|border \|alt=Espanya\|link=Selecció de futbol d'Espanya\|{{#if:\|]] | Mario Sorbe       |

| N. | Pos. | Nac. | Jugador           |
| -- | ---- | --- | ----------------- |
| —  | DEF  | [[Fitxer:Flag of Spain.svg\|23x15px\|border \|alt=Espanya\|link=Selecció de futbol d'Espanya\|{{#if:\|]] | Toni Llabrés      |
| —  | MIG  | [[Fitxer:Flag of Spain.svg\|23x15px\|border \|alt=Espanya\|link=Selecció de futbol d'Espanya\|{{#if:\|]] | Alejandro Muñoz   |
| —  | MIG  | [[Fitxer:Flag of Spain.svg\|23x15px\|border \|alt=Espanya\|link=Selecció de futbol d'Espanya\|{{#if:\|]] | Enrique Navarro   |
| —  | DAV  | [[Fitxer:Flag of Spain.svg\|23x15px\|border \|alt=Espanya\|link=Selecció de futbol d'Espanya\|{{#if:\|]] | Víctor Charlez    |
| —  | DAV  | [[Fitxer:Flag of Spain.svg\|23x15px\|border \|alt=Espanya\|link=Selecció de futbol d'Espanya\|{{#if:\|]] | Dani Torcal       |
| —  | DAV  | [[Fitxer:Flag of Spain.svg\|23x15px\|border \|alt=Espanya\|link=Selecció de futbol d'Espanya\|{{#if:\|]] | Alejandro Garrido |
| —  | DAV  | [[Fitxer:Flag of Spain.svg\|23x15px\|border \|alt=Espanya\|link=Selecció de futbol d'Espanya\|{{#if:\|]] | Pablo Puente      |
| —  | DAV  | [[Fitxer:Flag of Spain.svg\|23x15px\|border \|alt=Espanya\|link=Selecció de futbol d'Espanya\|{{#if:\|]] | Dani Martínez     |
| —  | DAV  | [[Fitxer:Flag of Spain.svg\|23x15px\|border \|alt=Espanya\|link=Selecció de futbol d'Espanya\|{{#if:\|]] | Raúl Carrasco     |